# Anthicus luteicornis
Anthicus luteicornis là một loài bọ cánh cứng trong họ Anthicidae. Loài này được W. L. E. Schmidt miêu tả khoa học năm 1842.